# Кочиеры
Кочиеры (также Кочиерь; рум. Cocieri) — село в Молдавии, центр Дубоссарского района. Является административным центром коммуны Кочиеры, включающей также село Васильевка.

## География
Село расположено на левом берегу реки Днестр на высоте 89 метров над уровнем моря. В настоящее время Дубоссарский район разделён на две части: молдавскую с центром в Кочиерах и приднестровскую с центром в Дубоссарах.
Село является административным центром коммуны Кочиерь, включающей декларативно в себя также село Васильевка (однако в Васильевке все жители имеют гражданство ПМР, в т.ч. двойное гражданство ПМР и Молдова, или ПМР и Украина) и два микрорайона г.Дубоссары (Магала и Коржево). После событий 1992 г. село Васильевка полностью контролирует ПМР, и административно оно подчинено сельсовету с.Дубово; весь город Дубоссары, все его микрорайоны без исключения с 02.09.1990 года являются неотъемлемой составной частью непризнанной Приднестровской Молдавской Республики, где все жители состоят в гражданстве ПМР.

## История
В 1667 году на карте Польши (выпущена в Лондоне) обозначен город Дубрелары на месте современного села Кочиеры. На карте 1770 года Дуболлары названы уже Дубоссары. Первое документальное упоминание о названии "Кучиеры" датируется 1772 годом.
Во время войны в Приднестровье в 1990 году жители села Кочиеры, наряду с жителями сёл Маловатое, Кошница и Пырыта выступили против вхождения в состав Приднестровской Молдавской Республики, и с тех пор не подчиняются властям ПМР.
Село Кочиеры контролируется Республикой Молдовой по итогам войны 1992 года. 7 августа 2011 года в селе был открыт памятник волонтёрам Молдовы, павшим во время Приднестровского конфликта.

## Население
По данным переписи населения 2004 года, в селе Кочиерь проживает 4151 человек (2092 мужчины, 2059 женщин).
Этнический состав села:
| Национальность | Число жителей | Процентный состав |
| -------------- | ------------- | ----------------- |
| молдаване      | 3821          | 92.05             |
| русские        | 179           | 4.31              |
| украинцы       | 91            | 2.19              |
| гагаузы        | 24            | 0.58              |
| болгары        | 11            | 0.26              |
| румыны         | 6             | 0.14              |
| евреи          | 2             | 0.05              |
| прочие         | 17            | 0.41              |
| Всего          | 4151          | 100%              |